# Тит Флавий Целиан
Тит Флавий Целиан (на латински: Titus Flavius Coelianus) е политик и сенатор на Римската империя през 3 век.
През 289 г. той е суфектконсул заедно с Марк Умбрий Прим.